# (33591) Landsberger
Pour les articles homonymes, voir Landsberger.
(33591) Landsberger est un astéroïde de la ceinture principale.

## Description
(33591) Landsberger est un astéroïde de la ceinture principale. Il fut découvert le 10 mai 1999 à Socorro (Nouveau-Mexique) par le projet LINEAR. Il présente une orbite caractérisée par un demi-grand axe de 2,34 UA, une excentricité de 0,13 et une inclinaison de 7,7° par rapport à l'écliptique.